# Космос-2056
Космос-2056 је један од преко 2400 совјетских вјештачких сателита лансираних у оквиру програма Космос.
Космос-2056 је лансиран са космодрома Плесецк, СССР, 18. јануара 1990. Ракета-носач Космос је поставила сателит у орбиту око планете Земље. Маса сателита при лансирању је износила 900 килограма. Космос-2056 је био комуникациони сателит.